# Christian Ludvig Stemann (ämbetsman)
Christian Ludvig Stemann, född den 24 juli 1791 i Köpenhamn, död den 23 juni 1857, var en dansk ämbetsman, son till geheimestatsminister Poul Christian Stemann. 
Stemann blev 1808 privat dimitterad till universitetet, 1812 juridisk kandidat, samma år auskultant i Rentekammeret, 1818 tillförordnad som och 1820 utnämnd till amtman över Randers amt, varifrån han 1827 förflyttades till motsvarande befattning i Sorø amt. År 1847 förordnades han till stiftsamtman över Aalborgs stift och amtman i Aalborgs amt, men redan 1856 sökte och fick han avsked på grund av sjuklighet och dog följande år på sin egendom Store Restrup. År 1812 hade han blivit kammarjunkare, 1828 kammarherre och 1842 kommendör av Dannebrogsorden.